# Bistum Haarlem (altkatholisch)
Das Bistum Haarlem ist eines von drei Bistümern der Altkatholischen Kirche der Niederlande. Als einziger Suffragan des Utrechter Erzstuhls ist es mit einem Bischof besetzt, während das formal weiterbestehende Bistum Deventer dauerhaft vakant ist. Das Bistum umfasst die Provinz Nordholland und den Ort Mijdrecht in der Provinz Utrecht.

## Geschichte
Im Jahre 1559 errichtete Papst Paul IV. anlässlich der Erhebung des Bistums Utrecht zum Erzbistum fünf neue Bistümer in den Niederlanden, darunter das Bistum Haarlem als Utrechter Suffraganbistum. Dies geschah auf Anregung Philipps II. Bereits 1578 ging das Bistum mit der sich durchsetzenden Reformation unter.
Der erste Bischof von Haarlem war Nicolaas van Nieuwland, 1561–1569. Generalvikar wurde 1569 Godfried van Mierlo, der im Jahr 1571 zum Bischof geweiht wurde. Nachdem im Jahre 1578 die Protestanten in Haarlem an die Macht kamen und der katholische Gottesdienst verboten war, musste Bischof Godfried van Mierlo aus der Stadt fliehen. Nominell bestand das Bistum jedoch bis zur Suspension des Erzbischöflichen Vikars Petrus Codde im Jahre 1702 weiter. Als die Altkatholische Kirche der Niederlande sich 1723 von Rom löste, war der Bischofssitz von Haarlem vakant.
Während des Episkopats von Barchman Wuytiers wurde 1726 beschlossen, den Bischofssitz neu zu besetzen, und das Kapitel von Haarlem wurde aufgefordert, innerhalb von drei Monaten einen Bischof zu wählen. Dieses Kapitel hatte sich jedoch bereits auf die Seite der romtreuen Katholiken geschlagen und ließ die Frist verstreichen, sodass 1727 ein Pastor aus Amsterdam, Theodorus Doncker, durch das Kapitel von Utrecht zusammen mit einigen Geistlichen aus Haarlem zum Bischof gewählt wurde. Jedoch starb er im Jahre 1731, ohne die Bischofsweihe empfangen zu haben. Erzbischof Meindaerts ernannte am 26. Juni 1742 Hieronymus de Bock zum Bischof von Haarlem, der am 2. September desselben Jahres geweiht wurde. Der Papst reagierte mit einer Exkommunikation. Nach dem Tod von de Bock im Jahre 1744 wurde im Jahre 1745 Johannes van Stiphout gewählt und geweiht, Stiphout starb im Jahre 1777. Ihm folgte Adrianus Johannes Broekman (1778–1800). Dessen Nachfolger war 1801–1810 Johannes Nieuwenhuis. Mehrfach verweigerten die staatlichen Behörden die Erlaubnis, einen Nachfolger für Nieuwenhuis zu weihen. Schließlich, im Jahre 1815, wurde Johannes Bon gewählt und im Jahr 1819 geweiht. Die Anerkennung durch die Regierung als Bischof von Haarlem fand er jedoch erst im Jahr 1825. Nach dem Tod von Bon im Jahr 1841 verbot die Regierung die Wahl eines Nachfolgers. Schließlich ernannte Erzbischof van Santen Henricus van Buul, der im Jahr 1843 geweiht wurde. Die Regierung war sehr unzufrieden. Nach wiederholter Behandlung dieser Angelegenheit durch das Parlament erfolgte im Jahre 1847 das Versprechen einer Rente für den Bischof, aber ohne Anerkennung. Diese Anerkennung erfolgte erst im Jahr 1853.
Van Buul starb im Jahr 1862. Ein ernster Konflikt mit Erzbischof Henricus Loos ergab sich, weil das Kapitel von Haarlem seit dem frühen 18. Jahrhundert auf der Seite der romtreuen Katholiken stand und keine Bischofskandidaten für den Bischofssitz von Haarlem nominiert hatte. So wurden diese vom Metropoliten (Erzbischof) ernannt. Mit der Wiederherstellung der Hierarchie im Jahre 1853 hatte der Papst das alte Haarlemer Kapitel ohne dessen Widerspruch aufgehoben. Dem Kapitel konnte nun nicht mehr vorgeworfen werden, bei der Benennung von Kandidaten in Verzug zu geraten. Die Geistlichkeit von Haarlem fand, dass das Recht auf Ernennung durch den Erzbischof keine Gültigkeit mehr besäße und wollte einen Nachfolger für Van Buul wählen. Für die Gründung eines neuen Kapitels war die Zahl der Priester zu klein, daher sah man eher die Möglichkeit der Benennung durch den gesamten Klerus gegeben. Im Jahr 1863 wählte die Geistlichkeit Lambertus de Jong; Loos weigerte sich, ihn anzuerkennen. De Jong berief daraufhin für den 3. Oktober 1866 den Haarlemer Klerus ein, zusammen mit dem Erzbischof und dem Bischof von Deventer. Der Erzbischof blieb der Versammlung fern, und der Klerus zog die Wahl eines Generalvikars und des Bischofs an sich.
De Jong starb im Jahre 1867. Zu seinem Nachfolger wurde Casparus Johannes Rinkel gewählt. Loos weigerte sich, ihn zu weihen. Rinkel wurde erst 1873 nach dem Tod von Loos durch den Bischof von Deventer geweiht, nachdem Utrecht seinen Widerstand gegen dieses Wahlverfahren aufgegeben hatte, welches seitdem die Regel ist. Jacobus Johannes van Thiel folgte Rinkel im Jahre 1906, nach seinem Tod 1912 wurde Nicolaas Prins der neue Bischof. Von 1916 an hatte Henricus Theodorus Johannes van Vlijmen den Bischofssitz inne, 1945–1967 Jacob van der Oord.

## Bischöfe
siehe → Liste der alt-katholischen Bischöfe von Haarlem

## Gegenwart

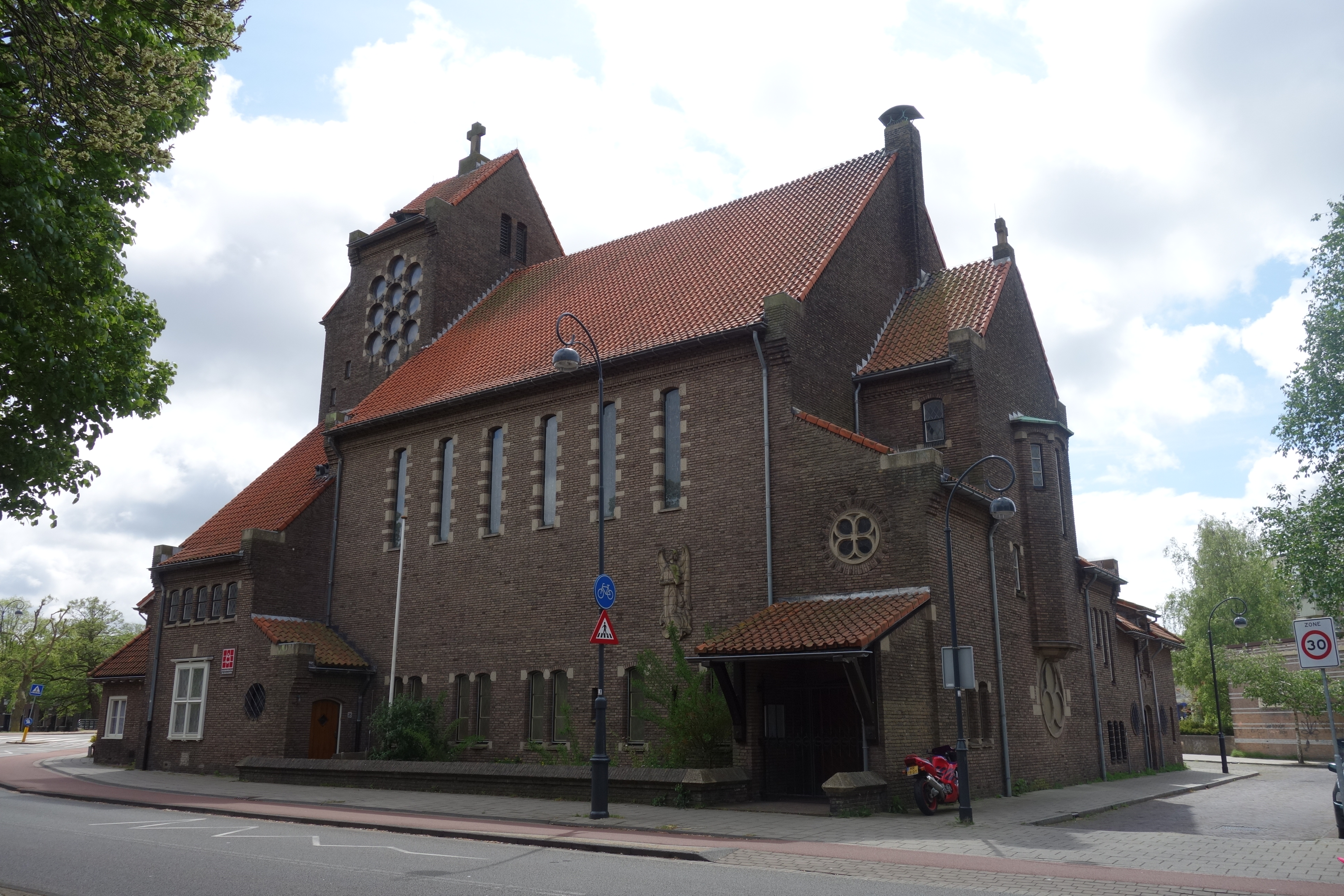
Alt-Katholische Kathedrale St. Anna und Maria in Haarlem

Derzeitiger Bischof von Haarlem ist seit 2008 Dick Schoon. Kathedralkirche ist seit 1938 St. Anna und Maria in Haarlem.